# Homme-taureau
William « Bill » Taurens, alias l’Homme-taureau (« Man-Bull » en VO) est un super-vilain évoluant dans l'univers Marvel de la maison d'édition Marvel Comics. Créé par le scénariste Gerry Conway et le dessinateur Gary Friedrich, le personnage de fiction apparaît pour la première fois dans le comic book Daredevil #78 en juillet 1971.

## Biographie du personnage

### Origines et parcours
William Taurens commence sa carrière de criminel dès l'âge de quatre ans. Il séjournera plusieurs fois en prison, pour vol ou meurtre.
Il devint l'homme de main de Kline et devint son cobaye pour tester un anabolisant à base d'enzyme musculaire de taureau.
Appelé depuis l'Homme-taureau, il affronta Daredevil et retourna derrière les barreaux, après avoir retrouvé son apparence humaine.
Il s'échappa et un complice lui administra une nouvelle dose. Il partit à San Francisco où il affronta la Veuve Noire. Il tenta de verser l'enzyme dans un réservoir d'eau de la ville pour créer d'autres hommes-taureaux mais échoua et manqua d'être noyé par Daredevil. Il s'échappa à nouveau et partit voler le reste du produit dopant, puis s'installa à Chicago.
Dans un bar, il fut éconduit par Greer Nelson (Tigra) et malmené par des clients. Il se réfugia aux toilettes où il prit une dose de sérum. Redevenu l'Homme-taureau, il détruisit le pub. Il fut vaincu par la femme féline.
Plus tard, à San Diego, il fut recruté par Whiplash et le Melter dans une attaque contre Iron Man.
Il retourna à NYC et cambriola une bijouterie. Le bijoutier décéda d'une crise cardiaque quelques mois plus tard et il fut accusé de meurtre. C'est Matt Murdoch qui assura sa défense au tribunal. Finalement, le jury le jugea coupable et cela enraga Taurens, qui brisa ses chaînes et s'échappa.
Il s'allia au Matador. Le duo fut vaincu par l'Homme Sans Peur. De nouveau emprisonné, il parvint à s'enfuir grâce au Hibou et devint son garde du corps. Daredevil le retrouva et l'arrêta de nouveau. Il fut envoyé à la Voûte. Son incarcération fut de courte durée car il profita d'une émeute pour s'enfuir.
Il se réfugia à Denver où il affronta Spider-Woman (Jessica Drew), qui le renvoya d'où il venait.
À sa sortie de prison, il s'aperçut que les doses de sérum avaient commencé à faire muter son corps. Il partit vivre dans le Midwest, devenant de plus en plus bestial. Il affronta Hulk et fut vite battu, condamné à rester sous cette forme semi-animale. Les mois passant, il n'était plus qu'une bête sauvage. Il fut toutefois recruté par le Sorcier et ses Terrifics. Le groupe de vilains fut arrêté par Spider-Man et les Rangers lors d'un rodéo à Calgary.
Il fut renvoyé à la Voûte, où des docteurs parvinrent à le faire régresser, et il regagna le don de parole. Mais son degré d'intelligence resta très limité.
À sa sortie de prison, on revit Taurens prisonnier du fils de Kraven, sur un bateau transformé en ménagerie. Quand le bateau fut investi par le Punisher, il combattit le Grizzly et perdit une corne, vaincu. Incarcéré au Raft, sa corne repoussa.

### Fear Itself
Lors de crossover, le Raft fut détruit par le Fléau transformé en monstre par un artefact Asgardien. Taurens, le Basilic et le Griffon s'échappèrent et attaquèrent une banque. Ils furent arrêtés par Hercule, puis durent s'allier avec le héros pour empêcher Kyknos de ramener à la vie Arès.

### King in Black
Alors interné à l’asile de Ravencroft lors de l’invasion de la Terre par Knull et ses symbiotes, il fut recruté par les Thunderbolts du Caïd lors de leur mission.

## Pouvoirs et capacités
L'Homme-taureau possède une endurance et une force surhumaine, principalement dans le haut du torse et les épaules. Il peut soulever près de 3 tonnes sans se fatiguer, mais on l'a déjà vu lever des objets de 10 tonnes en état de colère. On pense que son corps pourrait soulever près de 50 tonnes s'il était dans un état de rage folle. Son taux d'adrénaline monte très vite dans des situations de danger, et sa mentalité instable en fait un adversaire formidable.
- Sa peau épaisse et son squelette très dur le protègent des impacts et des chocs importants.
- Il possède des cornes osseuses, assez solides pour traverser du ciment ou même de l'acier fin, quand il charge à pleine vitesse.
- Sa mutation lui a donné une apparence bossue (cyphose) et une queue touffue.

## Apparitions dans d'autres médias
Il apparait dans un épisode de la mini-série She-Hulk : Avocate (2022).